# Flavours
Flavours je patnácté studiové album kanadské rockové skupiny The Guess Who, vydané v lednu roku 1975 u RCA Records. Album produkoval Jack Richardson.

## Seznam skladeb
Všechny skladby napsal(i) Burton Cummings a Domenic Troiano. 
| Pořadí | Název                                                          | Délka |
| ------ | -------------------------------------------------------------- | ----- |
| 1.     | Dancin' Fool                                                   | 3:34  |
| 2.     | Hoe Down Time                                                  | 3:52  |
| 3.     | Nobody Knows His Name                                          | 3:19  |
| 4.     | Diggin' Yourself                                               | 3:42  |
| 5.     | Seems Like I Can't Live With You, But I Can't Live Without You | 5:28  |
| 6.     | Dirty                                                          | 5:30  |
| 7.     | Eye                                                            | 3:57  |
| 8.     | Loves Me Like A Brother                                        | 3:26  |
| 9.     | Long Gone                                                      | 7:58  |

## Sestava
- Burton Cummings - zpěv, piáno, klávesy
- Garry Peterson - doprovodný zpěv, bicí, perkuse
- Domenic Troiano - doprovodný zpěv, kytara, mandolína
- Bill Wallace - doprovodný zpěv, baskytara